# 大石坝街道
大石坝街道，是中华人民共和国重庆市江北區下辖的一个乡镇级行政单位。

## 行政区划
大石坝街道下辖以下地区：
瓦厂嘴社区、前卫社区、忠恕沱社区、正街社区、大路社区、天桥社区、大庆社区、石油社区、石门社区、东方港湾社区、东海岸社区和大石坝村。

## 交通
- 大石坝站